# Dumbrăvești (gmina)
Dumbrava – gmina w Rumunii, w okręgu Prahova. Obejmuje miejscowości Dumbrăvești, Găvănel, Mălăeștii de Jos, Mălăeștii de Sus, Plopeni i Sfârleanca. W 2011 roku liczyła 3537 mieszkańców.